# Yvette (řeka)
Yvette je řeka ve Francii v regionu Île-de-France. Pramení v přírodním parku Haute vallée de Chevreuse poblíž obce Les-Essarts-le-Roi a po 39 km se vlévá jako levostranný přítok do řeky Orge u obce Épinay-sur-Orge. Protéká departementy Yvelines a Essonne. Její dolní tok vede hustě osídleným územím pařížské aglomerace. Povodí spravuje společnost SIAHVY neboli Syndicat Intercommunal pour l'Aménagement Hydraulique de la Vallée de l'Yvette (Mezikomunální syndikát pro vodní hospodářství v údolí Yvetty).

## Místa na řece
- Dampierre-en-Yvelines
- Chevreuse
- Saint-Rémy-lès-Chevreuse
- Gif-sur-Yvette
- Bures-sur-Yvette
- Orsay
- Villebon-sur-Yvette
- Palaiseau
- Longjumeau
- Savigny-sur-Orge
- Épinay-sur-Orge